# Lifestyles of the Rich and Famous
Lifestyles of the Rich and Famous è un singolo del gruppo Good Charlotte, estratto dall'album The Young and the Hopeless, uscito il 5 Settembre 2002.

## Video musicale
Il video è stato diretto da Bill Fishman.

## Tracce
1. Lifestyles of the Rich and Famous – 3:10